# Термодинамика
Термодинамика (грч. θερμη, топлота и δυναμις, снага) је грана физике која проучава макроскопске утицаје топлоте, рада и енергије на физичке системе честица. Термодинамика је теорија која повезује усредњене вредности физичких количина, као што су енергија и магнетизација. У ширем смислу, термодинамика обухвата науку о топлотним особинама материје и прелазима између агрегатних стања (Фазни прелаз).
Реч термодинамика потиче од грчких речи за топлоту и снагу. У називу се реч топлота односи на проток енергије, јер термодинамика с једне стране проучава проток топлотне енергије, а снага се односи на кретање термодинамичког система, где термодинамика проучава начин на који се производи механички рад.
Основни проблем термодинамике је одређивање равнотежног стања система који и након укидања границе евентуално може остати у том стању у затвореном сложеном систему. Испитивања у термодинамици се врше применом статистичких метода на елементарне честице (атоми, молекули) које сачињавају посматрани систем. Предност стандардне феноменолошке термодинамике у односу на статистичку физику која проучава исте појаве другим приступом, је та што су њени закони универзални, док је њена непотпуност у томе што се константе у термодинамици добијају или емпиријски или узимају из других грана физике у којима су рачунате
Термодинамика се развила у 19. веку кроз покушаје да се повећа ефикасност раних парних машина, посебно кроз рад француског физичара Николе Леонара Садија Карноа (1824) који је сматрао да је ефикасност мотора од кључне важности да би се помогло Француској да победи у Наполеоновим ратовима. . Шкотски физичар Лорд Келвин је први формулисао концизну дефиницију термодинамике 1854. године која гласи, „Термо-динамика је предмет односа топлоте и сила које делују између суседних делова тела, и релације топлоте са електричним чиниоцима.“
Иницијална примена термодинамике на механичке топлотне машине је рано проширена на изучавање хемијских једињења и хемијских реакција. Хемијска термодинамика студира природу улоге ентропије у процесу хемијских реакција и омогућила је знатан део експанзије и познавања тог поља. Друге формулације термодинамике су се појавиле у наредним декадама. Статистичка термодинамика, или статистичка механика, се бави статистичким предвиђањима колективног кретања честица полазећи од њиховог микроскопског опхођења. Године 1909. је Константин Каратеодори представио чисто математички приступ пољу у својој аксиоматској формулацији термодинамике, опис који се често назива геометријском термодинамиком.

## Увод
Опис термодинамичког система обухвата законе термодинамике који формирају аксиоматску базу. Први закон наводи да се енергија може разменити између физичких система као топлота и рад. Други закон дефинише постојање квантитета званог ентропија, који описује у термодинамичком смислу смер у коме систем може да еволуира, и квантификује стање уређености система, те се може користити за квантификацију корисног рада који је могуће екстраховати из система.
У термодинамици се изучавају и категоришу интеракције између великих група објеката. Централно томе су концепти термодинамичког система и његовог окружења. Систем се састоји од честица, чије просечно кретање дефинише његова својства, и та својства су међусобно повезана путем једначине стања. Особине се могу комбиновати да би се изразила унутрашња енергија и термодинамички потенцијали, који су корисни за одређивање услова равнотеже и спонтаних процеса.
Са тим оруђем, термодинамика се може користити за описивање начина на који системи одговарају на промене у њиховом окружењу. То се може применити на широк спектар тема у науци и инжењерству, као што су мотори, фазне трансформације, хемијске реакције, феномени преноса, и чак црне рупе. Резултати термодинамике су есенцијални за друга поља физике и за хемију, хемијско инжењерство, ваздухопловно инжењерство, машинство, цитологију, биомедицинско инжењерство, науку о материјалима, и економију, да поменемо само неке.
Овај чланак се бави углавном класичном термодинамиком која првенствено изучава системе у термодинамичкој равнотежи. Неравнотежна термодинамика се обично третира као продужетак класичног третмана, мада је статистичка механика донела многе напретке на том пољу.

## Историја
Историја термодинамике као научне дисциплине генерално почиње са Ото фон Гериком који је 1650. године дизајнирао и изградио прву вакуум пумпу и демонстрирао вакуум користећи своје Магдебуршке хемисфере. Герике је био мотивисан да произведе вакуум да би оповргао Аристотелову дуго одржану претпоставку да „природа презире вакуум”. Убрзо након тога, енглески физичар и хемичар Роберт Бојл је сазнао за Гериков рад и 1656. године је у сарадњи са енглеским научником Робертом Хуком, изградио ваздушну пумпу. Користећи ту пумпу, Бојл и Хук су уочили корелацију између притиска, температуре, и запремине. Касније је формулисан Бојлов закон, који наводи да су притисак и запремина инверзно пропорционални. Затим је 1679. године на бази тих концепата Бојлов сарадник Денис Папин направио парни лонац, који је био затворен суд са чврсто прионутим поклопцем који је задржавао пару док се не створи високи притисак.
Каснији дизајни су садржали вентил за ослобађање паре који је спречавао експлозије машине. Гледајући како се вентил ритмично покреће горе и доле, Папин дошао до идеје за машину с клипом и цилиндром. Међутим, он није реализовао тај дизајн. Године 1697. на бази Папинових дизајна, инжењер Томас Севери је направио прву машину, а његов пут је следио Томас Њукомен 1712. године. Мада су те ране машине биле грубе и неефикасне, оне су привукле пажњу водећих научника тог времена.
Фундаменталне концепте топлотног капацитета и латентне топлоте, који су били неопходни за развој термодинамике, је развио професор Џозеф Блек са универзитета у Глазгову, где је Џејмс Ват радио на прављењу инструмената. Блек и Ват су заједно извели експеримент, а затим је Ват је дошао на идеју да уведе спољашњи кондензатор, што је довело до великог повећања ефикасности парне машине. Сумирање свог ранијег рада је навело Сади Карно, „оца термодинамике“, да објави Размишљања о погонској снази ватре (1824), који је преглед топлоте, снаге, енергије и машинске ефикасности. Овај рад је истакао основне енергетске релације између Карноове машине, Карноовог циклуса, и погонске снаге. Њиме је обележен почетак термодинамике као модерне науке.
Први уџбеник термодинамике је написао Вилијам Ренкин 1859. године, првобитно обучен као физичар и професор грађевинског и машинског инжењерства на универзитету у Глазгову. Први и други закон термодинамике су се симултано појавили током 1850-тих, превасходно путем радова Вилијама Ренкина, Рудолфа Клаузиус и Вилијама Томсона (Лорда Келвина).
Темеље статистичке термодинамике су поставили физичари, као што су Џејмс Клерк Максвел, Лудвиг Болцман, Макс Планк, Рудолф Клаузиус и Вилард Гибс.
Током периода 1873-76 амерички математички физичар Вилард Гибс је објавио серију од три публикације, најпознатија од којих је О равнотежи хетерогених супстанци, у којој је показао како се термодинамички процеси, укључујући хемијске реакције, могу графички анализирати, студирањем енергије, ентропије, запремина, температуре и притиска термодинамичког система на такав начин, да се може одредити да ли ће се процес спонтано одвијати. Пјер Дјухем је исто тако писао о хемијској термодинамици у 19. веку. Током раног 20. века, хемичари као што су Гилберт Њутон Луис, Мерл Рандал, и Едвард Гугенхајм су применили Гибсове математичке методе у анализи хемијских процеса.

## Етимологија
Етимологија термодинамике има компликовану историју. Реч је првобитно писана са цртицом као придев (термо-динамички) и од 1854 до 1868 као именица термо-динамика за означавање науке којом се генерализују топлотне машине.
Амерички биофизичар Доналд Хејни тврди да је реч термодинамика скована 1840. из грчке основе θέρμη therme, са значењем топлота и δύναμις dynamis, са значењем снага. Међутим, неки извори наводе да је ова етимологија мало вероватна.
Пјер Перо тврди да је термин термодинамика формулисао Џејмс Џул 1858. године да означи науку о релацијама између топлоте и снаге, међутим, Џул никад није користио тај термин, него је уместо тога користио термин перфектна термо-динамичка машина на основу Томсонове фразеологије из 1849.
До 1858. године, термо-динамика, као функционални термин, је кориштена у Келвиновом раду An Account of Carnot's Theory of the Motive Power of Heat.

## Природа термодинамике
Поред термодинамике, основне гране класичне физике су механика и електромагнетизам. Механика се примењује на динамику честица на које делују силе и уводи се Њутнов закон, а у формалнијем облику он се може изразити преко Лагранжевог или Хамилтоновог принципа. Електромагнетизам се примењује на динамику поља у којем посредују силе, а дефинишу се Максвелове једначине. За разлику од механике и електромагнетизма, термодинамика се не дефинише преко домена на ком се примењује и преко неког фундаменталног закона. Термодинамика се карактерише општошћу у смислу да се може применити на све врсте макроскопских система и то на тај начин што ће увести везе и поставити границе (лимите) дозвољеним физичким процесима.
Због овог својства, термодинамика се може дефинисати као:
Грана физике која проучава ограничења могућих особина материје које произилазе из особина симетрија фундаменталних закона физике.

### Метода решавања
За решавање стандардног термодинамичког проблема једноставног композитног система треба најпре одредити равнотежна стања система, а затим их класификовати у зависности од стабилности (стабилна и нестабилна равнотежна стања).
Поступак за решавање је најпре пронаћи фундаменталне једначине сваког подсистема које ће одредити ентропије за све подсистеме у равнотежном стању. Одавде се из адитивности добија ентропија целог система као функција различитих екстензивних параметара подсистема. Диференцирањем се одређује екстремум ентропије, а по знаку другог извода се одређује врсту екстремалне вредности (максимум, минимум).

## Постулати термодинамике
- Нулти постулат: Постоје одређена стања једноставног термодинамичког система (која се називају термодинамички равнотежна стања) у којима је он потпуно одређен унутрашњом енергијом (U), запремином (V) и број честица сваке од компоненти које чине тај систем (...).
- Први постулат: Постоји функција (која се назива ентропија) екстензивних параметара било ког композитног система (система који се састоји од једне или више компоненти) која је дефинисана за сва термодинамички равнотежна стања и за коју ће претпостављени параметари који описују систем, у одсуству унутрашњих ограничења имати оне вредности које ће максимизовати ову функцију на многострукости ограниченој равнотежним стањима.
- Други постулат: Ентропија је непрекидна, диференцијабилна и монотоно растућа функција енергије. Ентропија композитног система је адитивна функција његових подсистема.
- Трећи постулат (допуњени Нернстов постулат):

На нултој температури (температура се дефинише као парцијални извод унутрашње енергије по ентропији, где су сви остали екстензивни параметри фиксирани) ентропија је нула.

## Закони термодинамике
Закони термодинамике су скуп од четири основна закона у термодинамици који директно следе из постулата термодинамике и они представљају теоријску основу термодинамике. Закони термодинамике не зависе од врста термодинамичких система и њихових интеракција, већ само од протока материје и енергије.
- Нулти закон термодинамике тврди да је термодинамичка равнотежа релација еквиваленције.

Ако су два термодинамичка система у равнотежи са трећим, онда су у равнотежи и међу собом.
- Први закон термодинамике се односи на одржање енергије.

Промена унутрашње енергије затвореног термодинамичког система једнака је збиру топлотне енергије додате систему и термодинамичког рада примењеног на систем.
- Други закон термодинамике везан је за дефиницију ентропије.

Укупна ентропија изолованог термодинамичког система се увећава до своје максималне вредности.
- Трећи закон термодинамике говори о немогућности достизања апсолутне нуле температуре.

Када се систем асимптотски приближава температурној апсолутној нули ентропија тежи својој минималној вредности (нули).

## Термодинамички системи
Термодинамички систем је скуп великог броја честица (реда 1023 честица) са идеализованим механичким и електричним особинама, који се може на неки начин одвојити, тј. разликовати од околине, тако да буду задовољени задати гранични услови. Под појмом термодинамичких система најчешће се подразумевају једноставни системи, тј. хомогене, изотропне и ненаелектрисане системе на које не делују никаква спољашња поља, и који су довољно велики да се код њих могу занемарити површински ефекти.

## Термодинамички процеси
Термодинамички процеси подразумевају управљање термодинамичким системом спољним променама параметара (најчешће спољашњом променом температуре, притиска или запремине) тако да он прелази из једног у друго термодинамичко стање. По правилу, термодинамички процеси се међусобно разликују по физичким параметрима који их карактеришу и врсти енергије која се не преноси у датом процесу.

### Подела процеса у односу на граничну површ
Термодинамички процеси се међусобно разликују у зависности од квалитета граничне површи између система и околине (или између 2 термодинамичка система).
Квалитети границе у општем случају могу зависити од:
- екстензивног параметра система (притисак, запремина, температура, ...)
- хемијске компоненте
- енергије (топлота, унутрашња енергија, рад), енталпије или ентропије

### Размена енергије
Размена енергије између два термодинамичка система или између система и околине такође зависи од квалитета границе, и може бити:
- рад, када је кретање уређено и граница омогућава размену рада
- топлота, микроскопски степени слободе код неуређеног кретања када граница не омогућава размену топлоте (у случајевима када граница омогућава размену топлоте, систем се назива диатермални)
- путем честица, када је гранична површ пермеабилна

### Врсте термодинамичких процеса
- Изобарски процеси, процеси који се врше при константном притиску
- Изохорски процеси, процеси који се врше при константној запремини система
- Изотермски процеси, процеси који се врше при константној температури
- Адијабатски процеси, процеси код којих граница онемогућује размену топлоте између система и околине
- Равнотежно стање, процес у коме је унутрашња енергија система одржана
- Термомеханички процеси, када граница не дозвољава вршење рада
- Изоенталпијски процеси, процеси који не мењају енталпију система
- Изоентропијски процеси, реверзибилни адијабатски процеси, процеси који не мењају ентропију система